# SKEMA Business School
SKEMA Business School és una escola de negocis europea amb seus a Suresnes, Sophia Antipolis, Lilla, Raleigh, Suzhou, Belo Horizonte i Ciutat del Cap. Fundada l'any 2009. imparteix també un programa de doctorat i diferents programes de màster d'administració especialitzats en màrqueting, finances, emprenedoria i altres disciplines. Els programes de l'escola compten amb una triple acreditació, a càrrec dels organismes AMBA, EQUIS i AACSB. Per l'escola hi han passat més de 45.000 estudiants que després han ocupat llocs de responsabilitat en el món dels negocis i la política, com ara Alain Dinin (CEO Nexity) i Jean-Philippe Courtois (Microsoft).